# Leslie Green

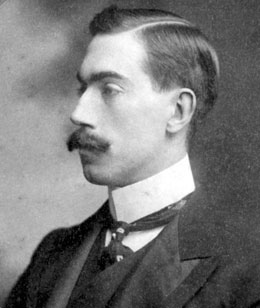
Leslie Green

Leslie William Green (1875-31 de agosto de 1908) foi um arquitecto inglês conhecido sobretudo pela sua concepção das icónicas estações construídas sobre o sistema ferroviário do Metropolitano de Londres, no centro de Londres durante a primeira década do século XX.